# Golfoorlog van 1990-1991
De Golfoorlog van 1990-1991 (Arabisch: حرب الخليج الثانية, Perzisch: جنگ خلیج پارس) was een conflict van 2 augustus 1990 tot en met 28 februari 1991, waarbij Irak aanvankelijk zijn buurland Koeweit binnentrok en bezette. Later werden de Iraakse troepen door een internationale coalitie, geleid door de Verenigde Staten én met een mandaat van de Verenigde Naties, door middel van een korte oorlog weer uit Koeweit verdreven.
De oorlog werd gekenmerkt door het eerste gebruik van livebeelden van de frontlinie, uitgezonden door vooral CNN. De oorlog kreeg de bijnaam Video Game War wegens de dagelijkse uitzending van beelden vanuit Amerikaanse bommenwerpers tijdens Operation Desert Storm.

## Achtergrond
Tijdens en na de Irak-Iranoorlog waren er conflicten opgekomen tussen Irak en Koeweit. Irak had zware schulden aan Koeweit, Saoedi-Arabië en andere landen vanwege de financiering van deze oorlog. De aflossing betekende een zware last voor de al onder de oorlog gebukt gaande Iraakse economie, en Saddam Hoessein had graag gezien dat de leningen werden kwijtgescholden.
Irak beschuldigde Koeweit ervan dat het de grens tussen de twee staten geschonden had, en militaire installaties had gebouwd en oliebronnen had aangeboord aan de Iraakse zijde van de grens door vanaf de Koeweitse zijde schuin naar beneden te boren ('slant drilling'). Koeweit produceerde ook te veel olie (40% meer dan het door de OPEC voor Koeweit vastgestelde quotum) waardoor de prijs daalde en Irak inkomsten misliep.
Irak werd traditioneel door de Sovjet-Unie gesteund via het veto in de Veiligheidsraad van de Verenigde Naties. Met het naderende einde van de Koude Oorlog viel deze politieke steun echter weg. In plaats daarvan had Irak tijdens de Irak-Iranoorlog welwillendheid en steun van andere Arabische en Westerse staten gekregen, uit angst voor Iraanse dominantie in de Perzische Golf. Met het einde van de Irak-Iranoorlog liep ook deze steun ten einde, maar had Irak inmiddels wel dankzij eerdergenoemde leningen een groot wapenarsenaal kunnen opbouwen middels internationale wapenaankopen.
Irak meende verder ook een historische claim op Koeweit te hebben, daar Koeweit, tot de Britten het in 1922 tot protectoraat maakten, deel uitmaakte van de Ottomaanse provincie Basra. Het land leek bovendien een aantrekkelijk doelwit omdat het militair zwak was en een groot deel van de wereldolievoorraad beheerste. Saddam Hoessein had zich verder in de internationale opinie vergist. Uit de ervaring dat hij jarenlang succesvol de VS en de Sovjet-Unie tegen elkaar had uitgespeeld, in de Iran-Irakoorlog weggekomen was met een incident waarbij Amerikaanse doden waren gevallen, en een gesprek met de Amerikaanse ambassadeur, trok hij wellicht de foutieve conclusie dat de VS een annexatie van Koeweit zouden tolereren indien Irak kon garanderen dat de olie-export in stand bleef.

### Begin en internationale reactie
Toen onderhandelingen in Jeddah tussen de beide staten op niets uitliepen, viel Irak op 2 augustus 1990 Koeweit binnen. Het Koeweitse leger kon slechts enkele uren symbolisch weerstand bieden, en was na 12 uur verslagen of uitgeweken. Op 4 augustus waren de laatste verzetshaarden overwonnen. De Iraakse president Saddam Hoessein verklaarde dat Koeweit een provincie van Irak was.
De inval werd meteen diezelfde dag veroordeeld in resolutie 660 van de Veiligheidsraad. Er werden economische sancties tegen Irak ingesteld met een nieuwe resolutie en er werd een ultimatum gesteld dat Irak zich onvoorwaardelijk vóór 15 januari 1991 uit Koeweit terug moest trekken.
Uiteindelijk werden er twaalf resoluties over deze kwestie ingediend en aangenomen. De Sovjet-Unie onder Michail Gorbatsjov stemde vóór alle twaalf; China stemde voor de eerste elf en onthield zich van de laatste stemming over resolutie 678. Alleen Cuba en Jemen stemden tegen het ultimatum. Als represaillemaatregel werden alle Jemenitische gastarbeiders, in totaal ongeveer 750.000 personen, Saoedi-Arabië uitgezet. Het wegvallen van geldoverboekingen uit dat land en de plotselinge toevloed van werkzoekenden was een zware slag voor de Jemenitische economie.
Irak trachtte intussen in Koeweit een marionettenregering op te zetten. Toen dit onvoldoende resultaat opleverde, benoemde Saddam zijn neef Ali Hassan al-Majid (bijgenaamd "Ali Chemicali" vanwege zijn verantwoordelijkheid voor de gifgasaanval op Halabja) tot militair gouverneur van Koeweit. Ondertussen hield hij de aanwezige buitenlanders in Irak vast en trachtte via hen ook onderhandelingsruimte te verkrijgen. Wereldberoemd werden de uitzendingen op de Iraakse televisie waarop Saddam Hoessein op vaderlijke toon met de gijzelaars praatte en een kind door het haar streek.

### Aanval op Saoedi-Arabië
De Verenigde Staten brachten, op uitnodiging van Saoedi-Arabië, op 8 augustus 1990 hun troepen naar het gebied (Operatie Desert Shield), om een eventuele volgende Iraakse inval in Saoedi-Arabië tegen te gaan, hoewel er geen daadwerkelijke aanwijzingen waren dat Irak een dergelijke inval gepland had. Saoedi-Arabië binnenvallen hield in dat over immense afstanden door de woestijn zou moeten worden opgerukt. Bovendien beschikte Saoedi-Arabië over een moderne luchtmacht, waarvoor de Iraakse troepen in de woestijn een zeer makkelijk doelwit zouden zijn. Daarnaast begonnen de Iraakse troepen in Zuid-Koeweit zich na de aanval in te graven, een tactiek die erop wijst dat ze zich op de verdediging en niet op een aanval richtten. Door de Operatie Desert Shield stonden 700.000 militairen paraat tegen een eventuele Iraakse aanval van 1.700.000 manschappen (zo'n 10% van de Iraakse bevolking).

### Militaire propaganda

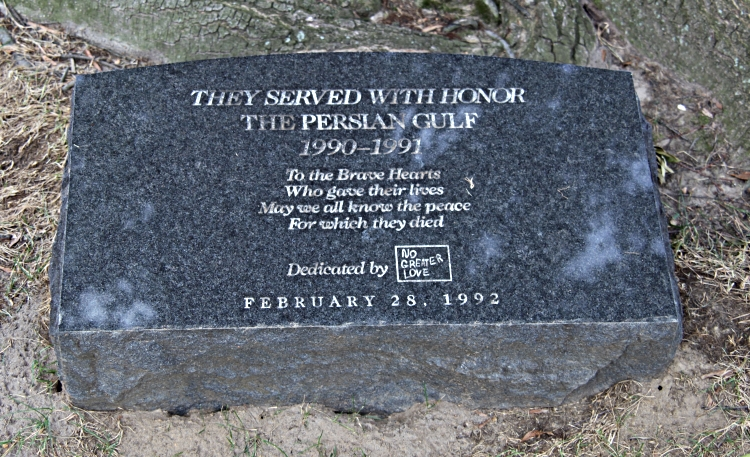
Herinneringsplaquette voor een Amerikaanse soldaat die zijn leven verloor tijdens de Golfoorlog.

Een belangrijk argument in het winnen van de Amerikaanse publieke en politieke opinie voor militair ingrijpen was een getuigenis die een vrouw deed voor een groep Amerikaanse congresleden. Zij vertelde verpleegster te zijn geweest in het stadsziekenhuis van Koeweit en beschreef huilend hoe Iraakse soldaten baby's uit couveuses trokken en hen lieten sterven op de koude vloer. De getuigenis werd door tientallen miljoenen Amerikanen bekeken en president George H.W. Bush refereerde in de weken daarop ten minste tienmaal aan dit verhaal. Uiteindelijk zeiden ten minste zes congresleden dat dit verhaal voor hen genoeg was om voor Amerikaans militair ingrijpen te stemmen en de stemverhouding in de senaat bleek uiteindelijk 52-47 voor ingrijpen. Een jaar daarna bleek dit verhaal volledig onwaar te zijn. De vrouw in kwestie was een lid van de koninklijke familie van Koeweit en de dochter van de Koeweitse ambassadeur in de Verenigde Staten. Tijdens en na de inval woonde ze niet in Koeweit.
Meer in het algemeen bevestigden mensenrechtenorganisaties het plegen van standrechtelijke executies, marteling en verkrachting door de bezettingsmacht, maar waarschuwden zij tegelijk voor het overdrijven van getallen voor propagandadoeleinden. Met name de regering van Koeweit kwam met getallen van vele duizenden executies, versus honderden in de tellingen van Human Rights Watch en Amnesty International.
Naast de agressie tegen Koeweit werd Irak ook verweten dat het massavernietigingswapens bezat. Weliswaar werd het land niet in staat geacht een kernwapen te bouwen, maar het was vrijwel zeker dat het over mosterdgas beschikte. Uit de oorlog tegen Iran en andere bronnen waren sterke aanwijzingen dat men tevens de beschikking had over antrax, verschillende bacteriële vergiften, alsmede sarin, tabun en waterstofcyanide. Overigens hadden verschillende landen (waaronder Nederland) uit de coalitie de leveringen aan Irak van de grondstoffen en techniek voor deze wapens toegelaten.

### Koeweitse slachtoffers en verzet
Vrijwel vanaf het begin was er binnen Koeweit sprake van een verzetsbeweging, loyaal aan de regering in ballingschap. Vrouwen speelden een grote rol binnen het Koeweits verzet, waarvan Asrar al-Qabandi de meest prominente was. Uiteindelijk is ze in november 1990 opgepakt en in januari 1991 gedood. Verzet tegen de bezetter uitte zich onder andere door:
- Geweldloos verzet waaronder burgerlijke ongehoorzaamheid, anti-Iraakse graffiti en het 's nachts massaal vanaf de platte huisdaken 'Allahu Akbar' roepen;
- Het in stand houden van essentiële leveringen en diensten ondanks de ontwrichting van de bezetting;
- Het voorkomen dat Irak de Koeweitse olie-industrie kon overnemen door middels een ondergronds managementteam dat in verbinding stond met de regering in ballingschap de werknemers aan te sturen. Zolang dit samenviel met de orders van de formeel nieuwbenoemde Iraakse managers leek het of Irak de touwtjes in handen had, maar hierdoor kon het verzet op cruciale momenten sabotage plegen en de schade door het moedwillig in brand steken van oliebronnen door de Irakezen beperken;
- Het verbergen van niet-Koeweitse expatriates die in het land vast waren komen te zitten door de bezetting;
- Militair verzet, variërend van het in de val lokken en doden van Iraakse soldaten tot aanslagen op militair materieel en hooggeplaatste personen, waaronder al-Majid zelf. Ook werden militaire inlichtingen doorgespeeld aan de Coalitie. In oktober 1990 vroeg de Koeweitse regering in ballingschap het verzet geen gewelddadige acties meer uit te voeren, uit angst voor Iraakse represailles tegen burgers.

Koeweit heeft in de invasie 190 doden te betreuren gehad ten gevolge van de directe oorlogshandelingen. De bezetting heeft 110 Koeweiti's het leven gekost. Hiervan zijn 62 in gevangenschap geëxecuteerd en 13 gestorven ten gevolge van martelingen. 22 personen werden gedood tijdens civiele verzetsacties zoals demonstraties, en 13 personen verloren het leven tijdens een gewapende verzetsdaad. In totaal hebben de invasie en de bezetting dus aan 300 Koeweiti's het leven gekost. Hierbij dient echter in aanmerking te worden genomen dat anno 1995 nog 564 personen vermist waren, waarvan het aannemelijk is dat de meesten zijn omgekomen. Koeweit heeft zo meer slachtoffers te betreuren gehad dan de rest van de Coalitie, waarbij in aanmerking moet worden genomen dat dit op een bevolking van 300.000 personen was en waarbij materiële en niet-dodelijke schade (zoals verkrachting) niet zijn meegeteld.

### Coalitie
De Amerikaanse president George H.W. Bush stuurde Amerikaanse troepen naar Saoedi-Arabië, en spoorde andere landen aan om ook troepen te sturen. Een reeks landen trad toe tot deze militaire coalitie, die de grootste werd sinds de Tweede Wereldoorlog. De grote meerderheid van de troepen van de coalitie was – in aflopende volgorde – van de VS, Saoedi-Arabië, het Verenigd Koninkrijk en Egypte. Er namen in totaal 34 landen deel (waaronder ook België en Nederland), hoewel driekwart van alle soldaten uit de VS afkomstig was.
Vredesonderhandelingen mislukten, omdat de VS slechts onvoorwaardelijke en volledige terugtrekking van de Iraakse troepen acceptabel achtten, terwijl Irak deze aan voorwaarden wilde verbinden (terugtrekking van Syrië uit Libanon en van Israël uit de Gazastrook en de Westelijke Jordaanoever). Saddam Hoessein probeerde zich zo als een kampioen van de Arabische wereld te presenteren, waarmee hij bij veel Palestijnen en Arabieren ook succes had.
De oorlog van de coalitie om Iraakse troepen uit Koeweit te verdrijven begon met een luchtbombardement op 17 januari 1991. Een grondaanval op 24 februari leidde tot een beslissende overwinning voor de troepen van de coalitie. Koeweit werd bevrijd en Irak binnengevallen. Daarna beëindigde de coalitie de inval, om 100 uur nadat de grondcampagne was begonnen een staakt-het-vuren af te kondigen. Lucht- en grondgevechten werden beperkt tot Irak, Koeweit en gebieden aan de grens van Saoedi-Arabië. Irak lanceerde van zijn kant 88 Scudraketten op militaire doelwitten van de coalitie in Saoedi-Arabië en op Israël.
Resolutie 687 van de VN-Veiligheidsraad, die in april 1991 werd aangenomen, bepaalde formele eisen voor het staakt-het-vuren. De controverses omtrent het opleggen van maatregelen en opeenvolgende resoluties zouden echter leiden tot het uitbreken van de Irakoorlog 12 jaar later.

### Strategie van Saddam Hoessein

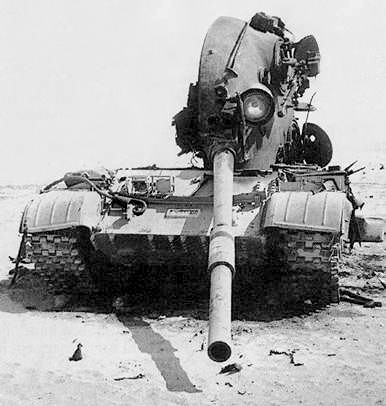
Een tijdens Operation Desert Storm vernietigde Iraakse T-62 tank

De Iraakse president Saddam Hoessein verklaarde de eerste Golfoorlog tot een heilige oorlog van (moslim-)Arabieren tegen het Westen dat door middel van lokale zetbazen (de Arabische vorstenhuizen, Israël, Turkije, Egypte) het Midden-Oosten naar hun hand zou zetten. Dit vond zeker enige weerklank in de Arabische wereld. Jordanië en Jemen hadden goede relaties met Irak opgebouwd en Jemen stemde in de VN-Veiligheidsraad, waar het op dat moment een zetel had, tegen militair ingrijpen. Ook de Palestijnse Bevrijdingsorganisatie onder leiding van Yasser Arafat steunde Hoessein. Een deel van de Arabische bevolking van het Midden-Oosten was verbolgen over de Westerse politiek in het Midden-Oosten en hun eigen regeringen die hieraan meewerkten en bovendien ook op andere terreinen zich weinig van de bevolking aan leken te trekken. Op deze manier hoopte Saddam Hoessein een Arabisch front (met de hulp van de Jordaanse koning Hoessein, de Jemenitische president Saleh en de PLO-leider Arafat) tegenover de coalitie te plaatsen.
Saddam Hoessein viel Israël aan met Scudraketten. De Amerikaanse overheid zette echter druk op Israël om geen tegenaanval uit te voeren uit vrees dat de coalitie - hoofdzakelijk bestaande uit Arabische staten - uit elkaar zou vallen. Israël liet zich niet provoceren, Jordanië en Jemen bleven neutraal, en de coalitie bleef intact.

## Luchtoffensief: Operatie Desert Storm

### Coalitie-interventie begint
Na diplomatiek overleg en diplomatieke dreigementen verstreek het ultimatum op 15 januari 1991 zonder dat Irak aan de eisen van de coalitie gehoor had gegeven. Tijd was een essentiële factor in de planning van een eventuele aanval. Vanaf april zou de temperatuur zodanig oplopen dat een oorlog zeer zou worden bemoeilijkt. Wachten met aanvallen tot het jaar daarna zou wellicht leiden tot het uiteenvallen van de Coalitie omdat veel landen mogelijk geen zin meer zouden hebben een dermate grote troepenmacht in de Perzische Golf te handhaven, of wegens politieke omwentelingen aan het thuisfront. De coalitie was eenmalig en het was daarom zaak Irak in een korte oorlog te verslaan voordat de lente aanbrak.
Op 17 januari 1991, twee dagen na het aflopen van het ultimatum, begon de coalitie een luchtoffensief tegen Irak onder de naam Operatie Desert Storm. Deze operatie zou het grootste luchtoffensief uit de geschiedenis worden, gevolgd door het grootste grondoffensief sinds de Tweede Wereldoorlog.

De geallieerden onder leiding van de Amerikaanse generaal Norman Schwarzkopf, Jr. wisten een uiterst modern en machtig leger op de been te brengen van 700.000 man, 3500 tanks, 1700 vliegtuigen en 149 oorlogsschepen. Irak beschikte echter ook over een moderne luchtmacht, en een landmacht die nog groter was: 1 miljoen man. Op papier was dit een enorm leger, hoewel het grootste deel hiervan bestond uit het Volksleger: dienstplichtigen die kwalitatief en moreel van veel slechter kaliber waren dan de Iraakse Republikeinse Garde en Speciale Eenheden. Toch hadden de geallieerde militaire leiders op een voorafgaand groot luchtoffensief aangedrongen, om de Iraakse troepen in Koeweit en Zuid-Irak te verzwakken.

### Van vliegtuigen naar raketten

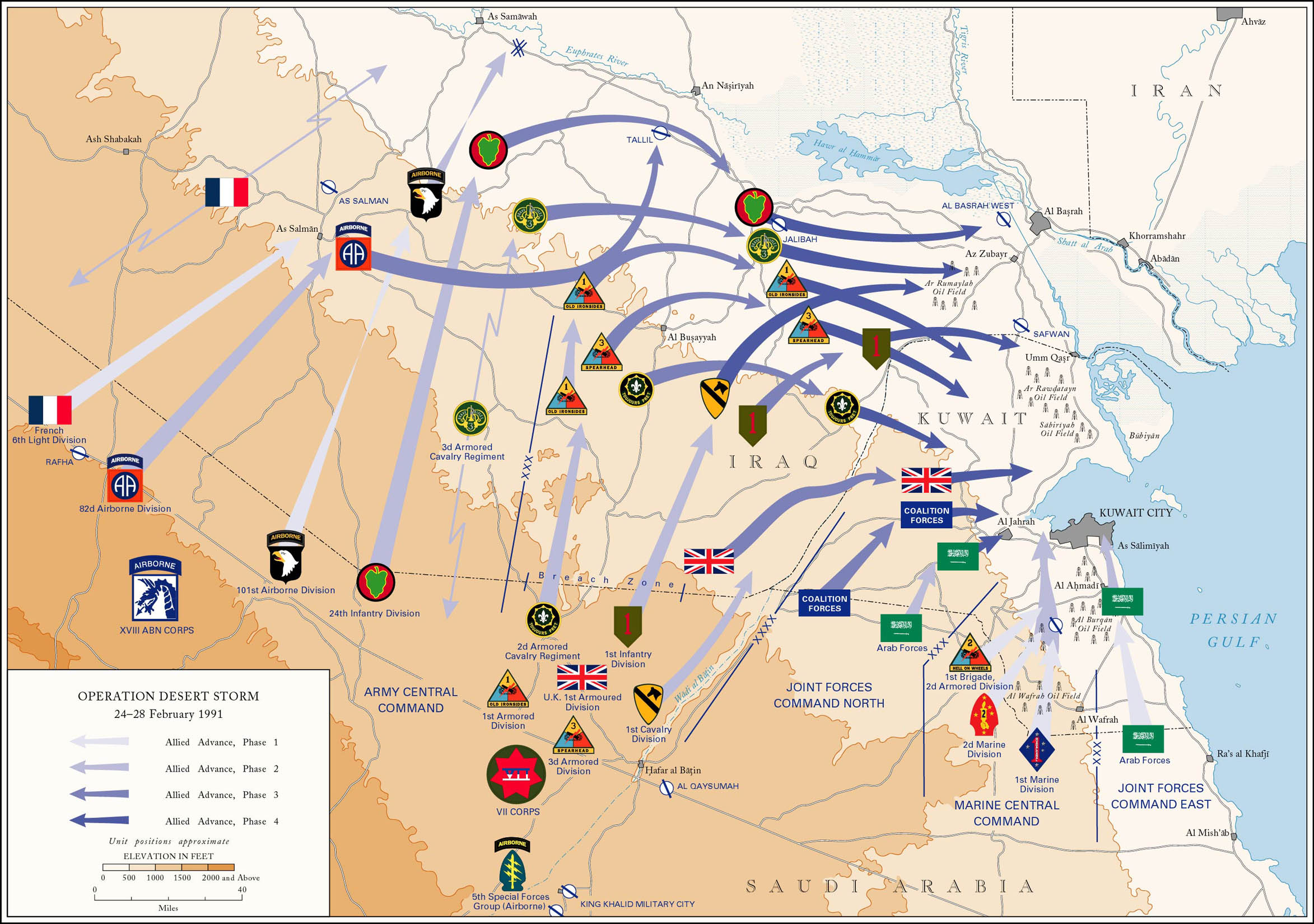
Plan van Operatie Desert Storm

Al snel werd duidelijk dat de geallieerden luchtoverwicht genoten. Zij vernietigden eerst de radarstations, waardoor de Iraakse luchtmacht vrijwel "blind" werd. Mede hierdoor kon de Iraakse luchtmacht, die met moderne Russische jagers was uitgerust, haar capaciteit niet goed benutten en viel de weerstand lager uit dan verwacht. De luchtmacht van de coalitie bombardeerde militaire doelen in Irak, waarbij drie gebieden het belangrijkst waren: Bagdad vanwege de bestuurlijke centra aldaar, West-Irak omdat vanuit daar Scuds op Israël konden worden gelanceerd, en Zuid-Irak om de militaire kracht van de aldaar gelegerde troepen te ondermijnen. De Iraakse luchtmacht was grotendeels intact, maar durfde nauwelijks nog haar bases te verlaten.
Maar de Iraakse leider Saddam Hoessein had een ander wapen in petto: de Scud-raket. Daags na het begin van Desert Storm werden tien van deze middellangeafstandsraketten op Tel Aviv en Haifa gelanceerd, in een poging van Irak om Israël in de strijd te betrekken. Dit zou wellicht de publieke opinie in de Arabische landen aan de zijde van Irak brengen. De Amerikanen konden de Israëlische regering overtuigen dat terugslaan zinloos was en tot een gevaarlijke escalatie kon leiden. Israël overwoog een tegenaanval uit de lucht, maar riep zijn vliegtuigen terug toen ze nog boven Israël waren. Overigens richtten de raketten weinig schade aan, en een aantal miste niet alleen de steden maar haalde zelfs Israël niet. Men vreesde dat de door Irak gelanceerde Scudraketten misschien met chemische of biologische wapens waren geladen, maar dit was niet het geval. Zowel in Israël als in Saoedi-Arabië werden Patriot-raketten ingezet in een poging de Scud's te onderscheppen. Hoewel de meeste media destijds op aangeven van persvoorlichters van de coalitie berichten dat deze Patriot's zeer effectief waren, bleek enkele jaren later uit onderzoek het tegenovergestelde.
Over de levering van Nederlandse Patriot-verdedigingssystemen aan Israël ontstond destijds in Nederland discussie, vooral van de zijde van GroenLinks.

### Iraakse luchtmacht verslagen
De Iraakse luchtmacht had 38 MiG's verloren in de eerste oorlogsweek. Vanaf dat moment vluchtten de resterende toestellen massaal naar Iran. Dit was een verrassing voor de coalitie, omdat men verwachtte dat de luchtmacht naar Jordanië zou uitwijken dat zich welwillender jegens Irak opgesteld had. Iran was de vijand uit de Iran-Irakoorlog en nam ieder Iraaks toestel dat op Iraanse bodem landde onmiddellijk in beslag. Uiteindelijk hebben naar schatting 115 tot 140 toestellen Iran bereikt. De piloten werden jaren vastgehouden en de vliegtuigen heeft Iran niet teruggegeven. Ook de marine van Irak trachtte naar Iraanse havens uit te wijken, maar werd vrijwel geheel onderschept.
Op 29 januari 1991 vielen de Iraakse grondtroepen het Saoedische grensstadje Khafji binnen. Irak wist de coalitie vrijwel volledig te verrassen, nam het stadje in en omsingelde een groep Amerikaanse mariniers. Na een tegenaanval waarbij zeker een dag was gemoeid wisten de Amerikanen en Saoedi's het Iraakse leger met zware verliezen uit Khafji te verdrijven. Khafji werd tevens het toneel van een friendly fire-incident, waarbij elf Amerikaanse mariniers door het vuur van hun kameraden omkwamen.
Op 13 februari 1991 vond het bloedbad in de schuilplaats van Amiriyah plaats. Twee F-117 Stealth-bommenwerpers vuurden elk een lasergestuurde bom af op een bunker in de Bagdadse wijk Amiriyah, waarbij ruim vierhonderd burgers werden gedood die juist daarnaartoe waren gevlucht voor luchtaanvallen. Het Amerikaanse leger zei te 'weten' dat de bunker als een militair commandocentrum werd gebruikt en zei de burgerslachtoffers te betreuren. Een BBC-correspondent die vrijwel direct na de aanval in de bunker werd gelaten zei dat hij daar geen aanwijzingen voor militair gebruik had kunnen vinden. De bommen waren door drie meter gewapend beton heen gedrongen.

## Grondoorlog: Operatie Desert Sabre
De Sovjet-Unie probeerde nog een vredesplan uit te voeren. De Iraakse minister van Buitenlandse Zaken Tariq Aziz aanvaardde in Moskou een Russisch zespuntenvoorstel dat voorzag in een staakt-het-vuren, uitvoering van resolutie 660 van de Veiligheidsraad (die een onmiddellijke terugtrekking van de Iraakse troepen uit Koeweit inhield) en een ontkoppeling van de Koeweitcrisis van het Israëlisch-Palestijns conflict, hetgeen concessies van Iraakse zijde betekende. De Verenigde Staten vonden het zespuntenplan van Moskou echter niet ver genoeg gaan en bleven vasthouden aan het door henzelf gestelde ultimatum. Op 24 februari begon Operatie Desert Sabre, de grondaanval. De aanval was een tangbeweging, waarvan de linkervleugel via een omtrekkende beweging naar de Eufraat zou oprukken en de rechtervleugel Koeweit zou bevrijden.

De Iraakse verdediging bestond uit drie verdedigingslinies in het zuidwesten van het land en een algemene reserve in het noordwesten. De eerste verdedigingslinie waren Iraakse grondtroepen zonder noemenswaardige ervaring. De tweede linie bestond uit oude tanks, ingegraven in het zand. De Republikeinse Garde - elitetroepen - diende als derde (en reserve) verdedigingslinie. De algemene reserve werd gevormd door de Presidentiële Garde.
De murw gebeukte en verzwakte Iraakse troepen hadden zeven weken bombardementen moeten verduren en werden hierdoor ook slecht bevoorraad. Ze boden dan ook weinig weerstand en trokken zich terug of capituleerden met hele brigades en divisies tegelijk. De Republikeinse Garde was van een ander kaliber, maar kreeg al snel de handen vol met dringender zaken: in het land dreigde rebellie.
Op 27 februari trokken de Franse geallieerde troepen Koeweit-stad binnen. De helft van het Iraakse leger was uitgeschakeld en 's avonds liet Irak weten dat alle VN-resoluties over terugtrekking uit Koeweit zouden worden aanvaard. President Bush besloot tot een staakt-het-vuren.

## Gevolgen
Daarmee kwam een einde aan de Golfoorlog die bijna zeven weken het wereldnieuws beheerste. Officiële getallen geven aan dat aan geallieerde zijde 131 militairen sneuvelden en 100 militairen verongelukten. Irak zelf meldde 20.000 doden bij luchtaanvallen en 15.000 doden bij de grondoorlog. Maar anderen schatten de verliezen aan Iraakse zijde veel groter: tussen de 100.000 en 150.000 doden. Zo schreef Daponte van het United States Census Bureau over de gedode Irakezen dat er 86.000 mannen, 48.000 vrouwen en 32.000 kinderen omkwamen door de oorlog en de gevolgen hiervan vlak na de oorlog.

### Koeweit
Nu nog kan men in Koeweit de beruchte Snelweg des Doods aanschouwen. Het betreft hier twee Koeweitse snelwegen waarlangs Iraakse troepen op 26 en 27 februari zich uit Koeweit aan het terugtrekken waren. De Amerikaanse luchtmacht viel deze konvooien aan, vernietigde eerst de eerste en laatste voertuigen en bombardeerde hierna herhaaldelijk de klemzittende overige militaire voertuigen. Zoals een Amerikaans piloot het verwoordde: "het leek op schieten op vissen in een vissenkom". Duizenden Iraakse militairen werden levend verkoold (ongeveer 2000 verkoolde voertuigen werden achteraf geteld). Dit gebeurde ondanks het feit dat de VS hadden beloofd dat zich terugtrekkende Iraakse troepen ongemoeid het land zouden kunnen verlaten.

### Irak
Irak bleef verzwakt achter. In veel Iraakse steden ontstonden taferelen die leken op Dolle Dinsdag in Nederland in 1944: men verwachtte dat de dagen van Saddam Hoessein geteld waren. In het Koerdische noorden en sjiitische zuiden brak daardoor opstand uit, en men verwachtte dat de Amerikanen wel een handje zouden helpen. De geallieerden stonden daarnaast aan de Eufraat en hadden met gemak naar Bagdad kunnen optrekken.
In Zuid-Irak kwamen de sjiieten in opstand, terwijl ook in de soennitische provincies de onrust toenam. In het noorden kwamen de Koerden (opnieuw) in opstand. De Coalitietroepen steunden deze opstanden echter niet en stonden stilzwijgend toe dat het Iraakse leger deze neersloeg. De coalitie was te bang voor chaos en anarchie na de afzetting van Saddam Hoessein. Bovendien was men bang dat een door de sjiieten gedomineerde Iraakse staat uiteindelijk tot een uitbreiding van de Iraanse invloed in de regio zou leiden. Dit kwam president Bush op verwijten te staan. De Verenigde Staten hadden de rebellie aangemoedigd en lieten de rebellen nu in de steek, zo werd gezegd. Bovendien liet men, volgens sommigen, de kans voorbijgaan om een nieuwe Iraakse staat op te bouwen met de goodwill van de meeste bevolkingsgroepen. Wel werden zogenaamde no-flyzones uitgeroepen boven Noord- en Zuid-Irak waardoor de Koerden zich in het bergachtige noorden konden handhaven.
Irak werd derhalve een internationale paria, door sancties gedomineerd. De Coalitie verkoos een gekortwiekte Saddam Hoessein boven eventuele chaos die het gevolg zou zijn van diens afzetting. Irak zou zich in de jaren 1991-2003 zo veel mogelijk aan de controle van de VN-wapeninspecteurs onttrekken. Irak misbruikte bovendien het olie-voor-voedselprogramma. Dit programma stond beperkte handel in olie toe als uitzondering op het embargo tegen Irak, op voorwaarde dat van de opbrengst voedsel en medicijnen zouden worden gekocht voor de Iraakse bevolking. De opbrengst werd echter gebruikt door de partijtop voor de aanschaf van buitenlandse luxegoederen en wellicht zelfs (her)bewapening. Internationale diplomaten Denis Halliday, Hans-Christof von Sponeck en Jutta Burghardt, commissarissen van het programma, waren het over eens dat het programma genocidaal was voor de Iraakse bevolking. In december 1998 vond nog de Operatie Desert Fox plaats, om Irak duidelijk te maken dat het niet aan het waakzaam oog van de internationale gemeenschap kon ontsnappen.
Tegen het jaar 2000 was het duidelijk dat de sancties catastrofaal waren voor de Iraakse bevolking en nam de kritiek hierop steeds verder toe. De Verenigde Staten waren echter beducht voor een hersteld Irak. Na de terroristische aanslagen van 11 september 2001 werd het Iraakse regime geassocieerd met terrorisme en noemde president George H.W. Bush het als onderdeel van de zogenaamde As van het Kwaad ('axis of evil'). Uiteindelijk zouden de VS het land in 2003 alsnog bezetten.

### Moslimextremisme
De Amerikaanse aanwezigheid in Saoedi-Arabië, het land van de voor de islam heilige steden, zou door moslimextremisten waaronder groepen als Al Qaida worden gebruikt als een reden om zich tegen de Verenigde Staten te keren. Dit zou uiteindelijk hebben geleid tot de aanslagen van 11 september 2001, die weer als katalysator fungeerden voor de Amerikaanse besluitvorming ten aanzien van de bezetting van Irak in 2003.